# 田中勝 (軍人)
田中 勝（たなか まさる、1911年（明治44年）1月16日 - 1936年（昭和11年）7月12日）は、昭和初期の陸軍軍人。最終階級は砲兵中尉。
二・二六事件に参加し、処刑された人物として知られている。

## 生涯
山口県下関出身。幼い頃に実母と死別する。熊本陸軍幼年学校を経て、1933年（昭和8年）に陸軍士官学校（45期）を卒業。陸士在学中に肋膜炎を患ったため、卒業は一期遅れの45期である。この頃より革新思想への傾斜が顕著となり、養母の信子から磯部浅一との面会を止めるよう忠告される。1935年（昭和10年）に砲兵中尉となる。同年12月27日、又従妹の平山久子と結婚。同年末に小岩に転居する。
1936年（昭和11年）2月以降、蹶起（決起）の打ち合わせのため、自宅を空けることが多くなる。夫妻で過ごす最後の夜となった2月24日には磯部浅一との打ち合わせに新妻を伴ったことが、磯部の記録に残されている。2月26日、二・二六事件において、下士官12名に夜間自動車行軍と靖国神社参拝を名目に、野戦重砲兵第7連隊の下士官12名を率いて市川を出発。この際、26日午前3時頃、東京三宅坂への移動途中に自宅に立ち寄っている。靖国参拝、宮城遥拝の後、午前5時ごろ、自動車隊は陸相官邸に到着し、教育総監渡辺錠太郎及び東京朝日新聞（現朝日新聞東京本社）襲撃の部隊輸送に関与した。
事件から3日後の2月29日付で従七位返上を命じられる。同年7月5日陸軍軍法会議にて叛乱罪で死刑判決を受けた。7月7日、面会が許可されて妻及び家族と面会し、妻の懐妊を知る。田中の本心を感じ取れなかった妻はもう一度一人で面会に現れ、田中はこれを喜ぶとともに「お前のことを考えたら、おれ、死にきれねえ」と心情を吐露した。7月12日、銃殺刑に処された。満25歳没。
久子夫人は実家の下関に身を寄せ、同年10月に男児が誕生した。田中は遺書の中で、子の名前と、将来は「国家の干城」となすよう（＝軍人にするよう）記していたが、息子は河野壽の兄・司の紹介でサラリーマンになった。久子夫人は資格を取り、幼稚園教諭となり定年まで勤めた。養母・信子は、勝の父の死去後、出家し円信尼となった。

## 田中を演じた人物
- 池月正 - 『叛乱』（1954年）
- 関口誠人 - 『226』（1989年）